# Jewar
Jewar é uma cidade e uma nagar panchayat no distrito de Gautam Buddha Nagar, no estado indiano de Uttar Pradesh.

## Geografia
Jewar está localizada a 28° 08′ N, 77° 33′ L. Tem uma altitude média de 195 metros (639 pés).

## Demografia
Segundo o censo de 2001, Jewar tinha uma população de 26,950 habitantes. Os indivíduos do sexo masculino constituem 53% da população e os do sexo feminino 47%. Jewar tem uma taxa de literacia de 48%, inferior à média nacional de 59.5%: a literacia no sexo masculino é de 57% e no sexo feminino é de 37%. Em Jewar, 20% da população está abaixo dos 6 anos de idade.